# Dorus de Vries
Dorus de Vries (* 29. Dezember 1980 in Beverwijk) ist ein niederländischer Fußballtorhüter.

## Spielerlaufbahn
Der Torhüter begann seine Spielerkarriere bei den Stormvogels Telstar in den Niederlanden. Im Jahr 2003 wechselte Dorus de Vries zu ADO Den Haag.
Dort entwickelte er sich zum Stammtorhüter und bestritt 51 Spiele in der Eredivisie.
Zur Saison 2006/2007 ging de Vries nach Schottland zu Dunfermline Athletic. Obwohl er 27 Spiele absolvierte und immerhin das Pokalendspiel erreichte, versuchte er sein Glück in der nächsten Spielzeit bei Swansea City.
Dort war er maßgeblich an den Aufstiegen Swanseas aus der dritten englischen Liga bis in die Premier League beteiligt. Insgesamt stand er in 178 Ligaspielen zwischen den Pfosten und verhalf dem Team aus Wales durch starke und konstante Leistungen zum Aufstieg in die erste Liga Englands. Im Sommer 2011 entschied er sich überraschend für einen Wechsel zu den Wolverhampton Wanderers. De Vries kam jedoch nicht über die Rolle des Ersatztorhüters hinaus, so dass er zur Saison 2013/14 zu Nottingham Forest wechselte. Nach drei Spielzeiten in Nottingham wechselte er im August 2016 nach Schottland zu Celtic Glasgow.

## Erfolge
mit Celtic Glasgow:
- Schottischer Meister (3): 2017, 2018, 2019
- Schottischer Ligapokal (3): 2017, 2018, 2019
- Schottischer Pokal (2): 2018, 2019